# Colobothea chontalensis
Colobothea chontalensis là một loài bọ cánh cứng trong họ Cerambycidae.